# Club Deportivo Coria
El Club Deportivo Coria es un equipo de fútbol español de la ciudad de Coria (Cáceres, Extremadura) que milita en la Segunda Federación tras lograr ascender en la temporada 2023-24. El club fue fundado en 1969. En la temporada 2017-18 disputó por primera vez en su historia una fase ascenso a Segunda División B. El equipo estuvo más de 25 temporadas en Tercera División, consiguiendo en la temporada 2019-20 su mejor posición en la categoría como segundo clasificado, por consiguiente clasificándose por primera vez en la historia para la Copa del Rey. Su primera temporada en esta categoría fue la 1983-84. 
El 5 de junio de 2021, el Coria consiguió ascender a Segunda División RFEF por primera vez en la historia del club celeste.

## Trayectoria
| Temporada | Division   | Puesto | Copa del Rey |
| --------- | ---------- | ------ | ------------ |
| 1969–70   | 1.ª Reg.   | 1      |              |
| 1970–71   | 1.ª Reg.   | 1      |              |
| 1971–72   | 1.ª Reg.   | 1      |              |
| 1972–73   | 1.ª Reg.   | 1      |              |
| 1973–74   | 1.ª Reg.   | 1      |              |
| 1974–75   | 1.ª Reg.   | 1      |              |
| 1975–76   | 1.ª Reg.   | 1      |              |
| 1976–77   | 1.ª Reg.   | 1      |              |
| 1977–78   | Reg. Pref. | 1      |              |
| 1978–79   | Reg. Pref. | 1      |              |
| 1979–80   | 1.ª Reg.   | 1      |              |
| 1980–81   | Reg. Pref. | 1      |              |
| 1981–82   | Reg. Pref. | 1      |              |
| 1982–83   | Reg. Pref. | 1      |              |
| 1983–84   | Reg. Pref. | 1      |              |
| 1984–85   | Reg. Pref. | 5      |              |
| 1985–86   | Reg. Pref. | 5      |              |
| 1986–87   | Reg. Pref. | 5      |              |
| 1987–88   | 3.ª        | 1      |              |
| 1988–89   | 3.ª        | 1      |              |

| Temporada | Division   | Puesto | Copa del Rey |
| --------- | ---------- | ------ | ------------ |
| 1989–90   | Reg. Pref. | 1      |              |
| 1990–91   | 3.ª        | 19     |              |
| 1991–92   | Reg. Pref. | 15     |              |
| 1992–93   | Reg. Pref. | 8      |              |
| 1993–94   | Reg. Pref. | 1      |              |
| 1994–95   | 3.ª        | 14     |              |
| 1995–96   | 3.ª        | 14     |              |
| 1996–97   | 3.ª        | 17     |              |
| 1997–98   | 3.ª        | 9      |              |
| 1998–99   | 3.ª        | 9      |              |
| 1999–2000 | 3.ª        | 7      |              |
| 2000–01   | 3.ª        | 7      |              |
| 2001–02   | 3.ª        | 11     |              |
| 2002–03   | 3.ª        | 10     |              |
| 2003–04   | 3.ª        | 11     |              |
| 2004–05   | 3.ª        | 10     |              |
| 2005–06   | 3.ª        | 13     |              |
| 2006–07   | 3.ª        | 17     |              |
| 2007–08   | Reg. Pref. | 2      |              |
| 2008–09   | Reg. Pref. | 1      |              |

| Temporada | Division | Puesto | Copa del Rey |
| --------- | -------- | ------ | ------------ |
| 2009–10   | 3.ª      | 16     |              |
| 2010–11   | 3.ª      | 14     |              |
| 2011–12   | 3.ª      | 9      |              |
| 2012–13   | 3.ª      | 10     |              |
| 2013–14   | 3.ª      | 5      |              |
| 2014–15   | 3.ª      | 5      |              |
| 2015–16   | 3.ª      | 9      |              |
| 2016–17   | 3.ª      | 6      |              |
| 2017–18   | 3.ª      | 4      |              |
| 2018–19   | 3.ª      | 4      |              |
| 2019–20   | 3.ª      | 2      |              |
| 2020–21   | 3.ª      | 2 / 3  | 1.ª ronda    |
| 2021-22   | 2.ª RFEF | 5      |              |
| 2022-23   | 2.ª RFEF | 13     | 2.ª ronda    |
| 2023-24   | 3.ª Fed  | 2      |              |

- 2 Temporadas en Segunda División RFEF
- 28 Temporadas en Tercera División de España

## Jugadores y cuerpo técnico

### Entrenadores
- Miguel Rubio (2014-2019)
- Raimundo Rosa Nieto (2019-2022)
- Alberto Urquía (2022-2023)
- Diego Merino - Juan José Chavalés (2023)
- Miguel Ángel Ávila (2023-2024)
- Raimundo Rosa Nieto (2024–)